# Бурт, Борис Давидович
Борис Давидович Бурт (1905—1985) — советский кинооператор и режиссёр.

## Биография
Окончил операторский факультет ВГИКа (1935). С 1930 года — ассистент оператора. Оператор Московской студии кинохроники-ЦСДФ с 1932 по 1946 год. В годы Великой Отечественной войны — фронтовой кинооператор от Центральной студии кинохроники. В 1947—1950 гг. — на Свердловской киностудии, затем, в 1958—1967 гг. — на Фрунзенской киностудии-киностудии Киргизфильм.

## Награды и звания
Заслуженный работник культуры Киргизии (1969).

## Фильмография

### Оператор
- 1933 — Именем Ленина
- 1934 — На полях Заполярья
- 1935 — Великая железнодорожная (фильм)
- 1938 — Забойщик Чернигов
- 1938 — Киевские маневры (фильм)
- 1938 — На Тихом океане (фильм)
- 1938 — 25 лет Ленских расстрелов
- 1938 — Катя Мутина
- 1938 — Освобождение Западной Украины
- 1940 — Линия Маннергейма
- 1941 — Балтфлот в борьбе
- 1946 — Ленинград в осаде
- 1958 — Думы чабана
- 1960 — Первая на каскаде
- 1961 — Укрощение Нарына
- 1962 — Первый ток
- 1963 — Декада русской музыки в Киргизии
- 1963 — Смотр художественной самодеятельности
- 1963 — Неделя советского кино в Киргизии
- 1963 — Навеки вместе
- 1964 — У кромки льда
- 1964—100 лет вхождения Киргизии в состав России
- 1965 — Моль
- 1965 — Монгольские друзья в Киргизии
- 1965 — По Киргизии
- 1965 — Киргизская драма в Москве
- 1965 — МХАТ в Киргизии
- 1965 — Рыба в Киргизии
- 1965 — Тоннель через Тюд-Ашу
- 1966 — Будни милиции (фильм)
- 1967 — 40 лет Киргизии
- 1967 — Гастроли Киргизской оперы в Москве и Ленинграде

### Режиссёр
- 1958 — Думы чабана
- 1960 — Первая на каскаде
- 1965 — Моль